# Championnat du Brésil d'échecs
Le championnat d'échecs du Brésil est la compétition qui permet de désigner le champion d'échecs du Brésil chaque année, depuis 1927. À partir de 1957 se déroule également le championnat féminin.
Le championnat de 1998 s'est déroulé du 9 au 19 décembre à Itabirito, dans l'État de Minas Gerais.
Il a pris la forme de matchs de deux parties stà élimination directe.
Rafael Leitão bat Giovanni Vescovi dans une finale à quatre, en remportant sa première partie et le dessin des trois autres.

## Vainqueurs

### Multiples vainqueurs
7 titres
- João de Souza Mendes (1927 à 1930, 1943, 1954 et 1958)
- Jaime Sunye Neto (1976, 1977, 1979 à 1983)
- Rafael Leitão (1996 à 1998, 2004, 2011, 2013 et 2014)
- Giovanni Vescovi (1999 à 2001, 2006, 2007, 2009, 2010)

6 titres
- Walter Cruz (1938, 1940, 1942, 1948, 1949 et 1953)
- Gilberto Milos (1984 à 1986, 1989, 1994 et 1995)

5 titres
- Alexandr Fier (en 2005, 2017, 2019, 2022 et 2024)

3 titres
- Orlando Rocas (1933, 1934 et 1945)
- Herman Claudius van Riemsdijk (1970, 1973 et 1988)
- Darcy Lima (1992, 2002 et 2003)

2 titres
- Jose Thiago Mangini (1950 et 1956)
- Eugenio German (1951 et 1972)
- Olicio Gadia (1959 et 1962)
- Ronald Camara (1960 et 1961)
- Helder Camara (1963 et 1968)
- Antonio Rocha (1964 et 1969)
- Henrique Mecking (1965 et 1967)
- Jose Pinto Paiva (1966 et 1971)
- Alexandru Segal (1974 et 1978)
- Carlos Gouveia (1975 et 1987)
- Everaldo Matsuura (1991 et 2016)
- Krikor Mekhitarian (2012 et 2015)
- Luis Paulo Supi (2021 et 2023)

### Championnat masculin
| Édition Année | Édition Année | Ville et date              | Vainqueur                        |
| ------------- | ------------- | -------------------------- | -------------------------------- |
| 1             | 1927          | Rio de Janeiro             | João de Souza Mendes             |
| 2             | 1928          | Rio de Janeiro             | João de Souza Mendes             |
| 3             | 1929          | Rio de Janeiro             | João de Souza Mendes             |
| 4             | 1930          | Rio de Janeiro             | João de Souza Mendes             |
| 5             | 1933          | Rio de Janeiro             | Orlando Rocas                    |
| 6             | 1934          | Rio de Janeiro             | Orlando Rocas                    |
| 7             | 1935          | Rio de Janeiro             | Tomás Accioli Borges             |
| 8             | 1938          | Rio de Janeiro             | Walter Cruz                      |
| 9             | 1939          | Rio de Janeiro             | Octavio Trompowsky               |
| 10            | 1940          | Rio de Janeiro             | Walter Cruz                      |
| 11            | 1941          | Rio de Janeiro             | Adhemar da Silva Rocha           |
| 12            | 1942          | São Paulo                  | Walter Cruz                      |
| 13            | 1943          | São Paulo                  | João de Souza Mendes             |
| 14            | 1945          | Nova Friburgo              | Orlando Rocas                    |
| 15            | 1947          | Porto Alegre               | Marcio Elisio Freitas            |
| 16            | 1948          | Rio de Janeiro             | Walter Cruz                      |
| 17            | 1949          | Rio de Janeiro             | Walter Cruz                      |
| 18            | 1950          | Rio de Janeiro             | Jose Thiago Mangini              |
| 19            | 1951          | Fortaleza                  | Eugenio German                   |
| 20            | 1952          | São Paulo                  | Flavio Carvalho Jr.              |
| 21            | 1953          | Rio de Janeiro             | Walter Cruz                      |
| 22            | 1954          | São Paulo                  | João de Souza Mendes             |
| 23            | 1956          | Rio de Janeiro             | Jose Thiago Mangini              |
| 24            | 1957          | Rio de Janeiro             | Luis Tavares                     |
| 25            | 1958          | Rio de Janeiro             | João de Souza Mendes             |
| 26            | 1959          | São Paulo                  | Olicio Gadia                     |
| 27            | 1960          | Fortaleza                  | Ronald Camara                    |
| 28            | 1961          | Vitoria                    | Ronald Camara                    |
| 29            | 1962          | Campinas                   | Olicio Gadia                     |
| 30            | 1963          | Recife                     | Helder Camara                    |
| 31            | 1964          | Brasília                   | Antonio Rocha                    |
| 32            | 1965          | Rio de Janeiro             | Henrique Mecking                 |
| 33            | 1966          | Belo Horizonte             | Jose Pinto Paiva                 |
| 34            | 1967          | São Paulo                  | Henrique Mecking                 |
| 35            | 1968          | São Bernardo do Campo      | Helder Camara                    |
| 36            | 1969          | São Paulo                  | Antonio Rocha                    |
| 37            | 1970          | Recife                     | Herman C. van Riemsdijk          |
| 38            | 1971          | Fortaleza                  | Jose Pinto Paiva                 |
| 39            | 1972          | Blumenau                   | Eugenio German                   |
| 40            | 1973          | Salvador                   | Herman Van Riemsdijk             |
| 41            | 1974          | Rio de Janeiro             | Marcio Miranda Alexandru Segal   |
| 42            | 1975          | Caxias do Sul              | Carlos Gouveia                   |
| 43            | 1976          | João Pessoa                | Jaime Sunye Neto                 |
| 44            | 1977          | Curitiba                   | Jaime Sunye Neto                 |
| 45            | 1978          | Natal                      | Alexandru Segal                  |
| 46            | 1979          | Fortaleza                  | Jaime Sunye Neto                 |
| 47            | 1980          | Nova Friburgo              | Jaime Sunye Neto                 |
| 48            | 1981          | São Luís                   | Jaime Sunye Neto                 |
| 49            | 1982          | Brasília                   | Jaime Sunye Neto                 |
| 50            | 1983          | São Paulo                  | Jaime Sunye Neto Marcos Paolozzi |
| 51            | 1984          | Cabo Frio                  | Gilberto Milos                   |
| 52            | 1985          | Brasília                   | Gilberto Milos                   |
| 53            | 1986          | Cabo Frio                  | Gilberto Milos                   |
| 54            | 1987          | Canela                     | Carlos Gouveia                   |
| 55            | 1988          | São Paulo                  | Herman Van Riemsdijk             |
| 56            | 1989          | Fortaleza                  | Gilberto Milos                   |
| 57            | 1990          | Porto Alegre               | Roberto Watanabe                 |
| 58            | 1991          | Bebedouro                  | Everaldo Matsuura                |
| 59            | 1992          | Curitiba                   | Darcy Lima                       |
| 60            | 1993          | Brasília 1994              | Aron Correa                      |
| 61            | 1994          | Americana 1995             | Gilberto Milos                   |
| 62            | 1995          | Brasília                   | Gilberto Milos                   |
| 63            | 1996          | Americana                  | Rafael Leitão                    |
| 64            | 1997          | Rio de Janeiro 1998        | Rafael Leitão                    |
| 65            | 1998          | Itabirito                  | Rafael Leitão                    |
| 66            | 1999          | Brasília 2000              | Giovanni Vescovi                 |
| 67            | 2000          | Teresina                   | Giovanni Vescovi                 |
| 68            | 2001          | São Paulo                  | Giovanni Vescovi                 |
| 69            | 2002          | Brasília 2003              | Darcy Lima                       |
| 70            | 2003          | Miguel Pereira 2004        | Darcy Lima                       |
| 71            | 2004          | São José do Rio Preto 2005 | Rafael Leitão                    |
| 72            | 2005          | Guarulhos                  | Alexandr Fier                    |
| 73            | 2006          | Guarulhos                  | Giovanni Vescovi                 |
| 74            | 2007          | Rio de Janeiro             | Giovanni Vescovi                 |
| 75            | 2008          | Porto Alegre               | André Diamant                    |
| 76            | 2009          | Americana                  | Giovanni Vescovi                 |
| 77            | 2010          | Americana                  | Giovanni Vescovi                 |
| 78            | 2011          | Americana                  | Rafael Leitão                    |
| 79            | 2012          | Montenegro 2013            | Krikor Mekhitarian               |
| 80            | 2013          | João Pessoa                | Rafael Leitão                    |
| 81            | 2014          | João Pessoa 2015           | Rafael Leitão                    |
| 82            | 2015          | Rio de Janeiro 2016        | Krikor Mekhitarian               |
| 83            | 2016          | Rio de Janeiro 2017        | Everaldo Matsuura                |
| 84            | 2017          | Rio de Janeiro 2018        | Alexandr Fier                    |
| 85            | 2018          | Natal, janv.-février 2019  | Roberto Molina                   |
| 86            | 2019          | Natal, janvier 2020        | Alexandr Fier                    |
| 87            | 2021          | Cuiabá                     | Luis Paulo Supi,                 |
| 88            | 2022          | Recife                     | Alexandr Fier                    |
| 89            | 2023          | Recife                     | Luis Paulo Supi                  |
| 90            | 2024          | Natal                      | Alexandr Fier                    |

### Tournoi féminin
| Édition Année | Édition Année | Ville                 | Championne du Brésil                |
| ------------- | ------------- | --------------------- | ----------------------------------- |
| 1             | 1957          | São Paulo             | Dora de Castro Rubio                |
| 2             | 1958          | São Paulo             | Taya Efremoff                       |
| 3             | 1959          | Rio de Janeiro        | Taya Efremoff                       |
| 4             | 1960          | Brusque               | Dora de Castro Rubio                |
| 5             | 1961          | Rio de Janeiro        | Dora de Castro Rubio                |
| 6             | 1962          | Araraquara            | Dora de Castro Rubio                |
| 7             | 1963          | Rio de Janeiro        | Ruth Volgl Cardoso                  |
| 8             | 1965          | Rio de Janeiro        | Ruth Volgl Cardoso                  |
| 9             | 1966          | Belo Horizonte        | Ruth Volgl Cardoso                  |
| 10            | 1967          | São Paulo             | Ruth Volgl Cardoso                  |
| 11            | 1968          | São Bernardo do Campo | Ruth Volgl Cardoso                  |
| 12            | 1969          | Rio de Janeiro        | Ivone Moysés                        |
| 13            | 1971          | São Paulo             | Ligia Imam Alvim                    |
| 14            | 1972          | Blumenau              | Ruth Volgl Cardoso                  |
| 15            | 1973          | Guarapari             | Ivone Moysés                        |
| 16            | 1975          | Rio de Janeiro        | Maria Cristina de Oliveira          |
| 17            | 1976          | São Paulo             | Jussara Chaves                      |
| 18            | 1977          | Brasília              | Ruth Volgl Cardoso                  |
| 19            | 1978          | Brasília              | Ligia de Abreu Carvalho             |
| 20            | 1979          | Mogi Guaçu            | Ligia de Abreu Carvalho             |
| 21            | 1980          | Laguna                | Ligia de Abreu Carvalho             |
| 22            | 1981          | Laguna                | Jussara Chaves                      |
| 23            | 1982          | Mogi Guaçu            | Jussara Chaves Regina Lùcia Ribeiro |
| 24            | 1984          | Peabiru               | Regina Lùcia Ribeiro                |
| 25            | 1985          | Guarapari             | Regina Lùcia Ribeiro                |
| 26            | 1986          | Garanhuns             | Maria Cristina de Oliveira          |
| 27            | 1987          | Canela                | Regina Lùcia Ribeiro                |
| 28            | 1988          | Caiobá                | Palas Atena Veloso                  |
| 29            | 1989          | Maringá               | Jussara Chaves                      |
| 30            | 1990          | Rio de Janeiro        | Regina Lùcia Ribeiro                |
| 31            | 1991          | Blumenau              | Joara Chaves                        |
| 32            | 1992          | São Sebastião         | Regina Lùcia Ribeiro                |
| 33            | 1993          | Brasília              | Palas Atenea Veloso                 |
| 34            | 1994          | Brasília              | Tatiana Kaawar Ratcu                |
| 35            | 1995          | Brasília              | Tatiana Kaawar Ratcu                |
| 36            | 1996          | Florianópolis         | Tatiana Kaawar Ratcu                |
| 37            | 1997          | Itapirubá             | Tatiana Kaawar Ratcu                |
| 38            | 1998          | São Paulo             | Joara Chaves                        |
| 39            | 1999          | Altinópolis           | Paula Fernanda Delai                |
| 40            | 2000          | Batatais              | Tatiana Kaawar Ratcu                |
| 41            | 2001          | Bariri                | Tatiana Perez Duarte                |
| 42            | 2002          | Batatais              | Joara Chaves                        |
| 43            | 2003          | Miguel Pereira        | Regina Lùcia Ribeiro                |
| 44            | 2004          | Curitiba              | Suzana Chang                        |
| 45            | 2005          | Jundiaí               | Tatiana Perez Duarte                |
| 46            | 2006          | São Paulo             | Regina Lùcia Ribeiro                |
| 47            | 2007          | Americana, São Paulo  | Suzana Chang                        |
| 48            | 2008          | Novo Hamburgo         | Joara Chaves                        |
| 49            | 2009          | Capão da Canoa        | Vanessa Feliciano                   |
| 50            | 2010          | Catanduva             | Vanessa Feliciano                   |
| 51            | 2011          | Balneário Camboriú    | Artemis Pamela Cruz                 |
| 52            | 2012          | São José do Rio Preto | Juliana Sayumi Terao                |
| 53            | 2013          | São José do Rio Preto | Vanessa Feliciano                   |
| 54            | 2014          | Blumenau              | Vanessa Feliciano                   |
| 55            | 2015          | São Paulo             | Juliana Sayumi Terao                |
| 56            | 2016          | Rio de Janeiro        | Juliana Sayumi Terao                |
| 57            | 2017          | Rio de Janeiro        | Juliana Sayumi Terao                |
| 58            | 2018          | Rio de Janeiro        | Juliana Sayumi Terao                |
| 59            | 2019          | Rio de Janeiro        | Juliana Sayumi Terao                |
| 60            | 2021          | Cuiabá                | Julia Alboredo (en)                 |
| 61            | 2022          | Recife                | Juliana Sayumi Terao (en)           |
| 62            | 2023          | Timbó                 | Juliana Sayumi Terao                |
| 63            | 2024          | Natal                 | Juliana Sayumi Terao                |

## Champions brésiliens d'échecs par correspondance
Le Clube de Xadrez Epistolar Brasileiro  (Club d'échecs par correspondance brésilien), CXEB , fondé en 1969, organise des tournois de cette modalité.
Le premier champion brésilien d'échecs par correspondance fut Henrique Pereira Maia Vinagre , remportant le concours organizé entre 1971 et 1973.
Passons en revue les noms de tous les champions:
I. Henrique Pereira Maia Vinagre (1971-1973)
II. Adaucto Wanderley da Nobrega (1975-1976)
III. Antonio Pacini (1979-1980)
IV.  Gilberto Fraga Portilho (1982-1984)
V.  Orlando Alcantara Soares (1985-1988)
VI.  Marco Hazin Asfora (1988-1990) 
VII.  Antonio Galvao Barata (1990-1992)
VIII.  Antonio Domingos Tavares (1992-1994)  
IX. Gilson Luis Chrestani (1994-1996)  
X. Zelio Bernardino (1996-1998)  
XI.  Carlos Evanir Costa (1998-2000) 
XII.  Zelio Bernardino (2000-2002)  
XIII.  Joao Carlos de Oliveira (2002-2003)  
XIV.  Airton Ferreira de Souza (2004-2005)  
XV.  Ercio Perocco Junior (2005-2006)  
XVI.  Marcio Barbosa de Oliveira (2006-2008)  
XVII.  Rodrigo Veloso Fargnoli (2006-2008)  
XVIII.  Natalino Constancio Ferreira (2008-2011)  
XIX-A. Jose Arnaldo de Bello Vieira (2006-2007)  
XIX-B. Milton Goncalves Sanchez (2006-2007)  
XX. Fabio Bidart Piccoli (2009-2012)  
XXI.  Marcos Antonio dos Santos (2008-2010)  
XXII.  Marcos Antonio dos Santos (2012-2013)  
XXIII.  Marcos Antonio dos Santos (2012-2014)  
XXIV.  Alfredo Dutra (2013-2015)  
XXV.  Denis Moreira Leite (2015-2016)  
XXVI.  Richard Fuzishawa (2018-2019)  
XXVII. Milton Goncalves Sanchez (2019-2020)  
XXVIII. Leonardo Simal Moreira (2022-2023)  